# Riacho Doce (minissérie)
Riacho Doce é uma minissérie brasileira produzida e exibida pela TV Globo de 31 de julho a 5 de outubro de 1990, em 40 capítulos. Escrita por Aguinaldo Silva e Ana Maria Moretzsohn, com a colaboração de Márcia Prates e dirigida por Paulo Ubiratan e Reynaldo Boury foi baseada no romance homônimo de José Lins do Rego.
Gravada em duas partes de Pernambuco, no arquipélago de Fernando de Noronha e na praia de Carne de Vaca, distrito de Goiana (última praia pernambucana, fazendo "fronteira" com o litoral paraibano). As cenas de estúdio foram gravadas na Cinédia, no Rio de Janeiro.
Contou com Vera Fischer, Carlos Alberto Riccelli, Herson Capri, Luiza Tomé, Nelson Xavier e Fernanda Montenegro nos papéis principais.

## Enredo
Riacho Doce, um pequeno lugarejo litorâneo no Nordeste, é liderado por Vó Manuela (Fernanda Montenegro), mulher mística e poderosa que exerce total domínio sobre seu neto Nô (Carlos Alberto Ricceli). O rapaz tem o “corpo fechado” contra o amor de qualquer mulher. Todas que dele se aproximam se suicidam, a exemplo de Teresinha (Denise Milfont) – que tenta dar fim à própria vida, mas sobrevive, cheia de feridas – ou acabam amaldiçoadas, como Francisca (Luiza Tomé), alvo do amor do irmão mais novo de Nô, o adolescente Lucas (Pedro Vasconcelos).
A chegada do casal catarinense Eduarda (Vera Fischer) e Carlos (Herson Capri) em Riacho Doce, depois de uma temporada na Suécia, muda a vida de Nô. O casal sulista chega à pequena vila de pescadores porque Carlos quer resgatar a carga de um navio afundado, o que provoca suspeita entre os moradores do local. Eduarda, que passara por diversas crises existenciais, descobre em Riacho Doce uma nova forma de encarar a vida, sobretudo porque se apaixona por Nô. Desafiando os poderes e a autoridade de Vó Manuela, Nô se envolve com Eduarda.
A história também trata da jovem Dora (Juliana Martins), às vésperas de completar 18 anos. Aos 12, ela fora vendida pelo pai, Fabiano (Sebastião Vasconcelos), um dos pescadores, ao Capitão Laurindo (Nelson Xavier), comerciante local que só é menos respeitado em Riacho Doce do que Vó Manuela. E do desagradável casal formado pelos esnobes e invejosos Silveira (Ewerton de Castro) e Helena (Beth Goulart) – ele, subordinado de Carlos, posição contra a qual se revolta. Ainda, o possessivo e ciumento Pedro (Chiquinho Brandão), que se casara com a bela Luzia (Valéria Alencar) mesmo sabendo do fascínio dela por Nô.

## Elenco
- Vera Fischer – Eduarda
- Carlos Alberto Riccelli – Nô Nunes
- Fernanda Montenegro – Vó Manuela Nunes
- Herson Capri – Carlos Anderson
- Luíza Tomé – Francisca
- Denise Milfont – Terezinha
- Nelson Xavier – Capitão Laurindo Ventura
- Ewerton de Castro – Silveira
- Beth Goulart – Helena
- Suzy Rego – Cristina
- Rômulo Arantes - Julião
- Roberto Frota – Juca Nunes
- Luiz Maçãs - Alfredo
- Pedro Vasconcelos – Lucas Nunes
- Osmar Prado - Neco de Lourenço
- Jofre Soares - José Divina
- Lu Mendonça - Hermínia
- Valéria Alencar - Luzia
- Fábio Junqueira - Frei Hans
- Alethea Miranda - Elvira
- Ana Rosa - Josefa Nunes (Zefa)
- Chiquinho Brandão - Pedro
- Sebastião Vasconcellos - Fabiano
- Juliana Martins - Dora
- Adriana Canabrava - Miguelina
- Lu Grimaldi - Luciana
- Eduardo Felipe - Chico da Joaninha
- José Paulo Jr. - Cicinho
- Fernando José - Eleutério
- Francisco Milani - Delegado Bernardo Moreira

## Produção
A produção executiva foi de Maria Alice Miranda, direção de planejamento de José Roberto Sansevereino, produção de arte de Cristina Médicis, cenografia de Mário Monteiro, figurino de Beth Filipecki, imagens submarinas de Wandick, direção de imagem de Antônio Miziara, trilha incidental de Ary Sperling e André Sperling, direção musical de Mariozinho Rocha e produção executiva de Paulo Ubiratan.

## Exibição
Foi reprisada no Vale a Pena Ver de Novo, em 40 capítulos, entre 1º de abril a 24 de maio de 1991. A trama foi a primeira minissérie a ser apresentada na sessão, dividindo espaço com a reprise de Top Model e sendo substituída por O Pagador de Promessas.
Foi reprisada novamente entre outubro e novembro de 1992, apenas para o Distrito Federal, após o Jornal Nacional, no lugar do Horário Eleitoral Gratuito. Foi reprisada pela terceira vez entre 16 de fevereiro a 27 de março de 1998, em 30 capítulos, dentro da faixa Tempo de Verão, substituindo a Sessão Aventura e sendo substituída pela quarta temporada de Malhação.

### Outras Mídias
Em 4 de janeiro de 2021, foi disponibilizada na íntegra pelo Globoplay, como parte do Projeto Resgate.

## Trilha sonora
Capa: Luíza Tomé
Faixas:
1. Estudo em Mi Maior Opus 10 - André Kostelanetz
2. O Bem e o Mal - Danilo Caymmi
3. O que é o Amor - Selma Reis
4. Iluminada (Balada No.1 em Sol Menor) - Ithamara Koorax
5. Manuela - Ary Sperling
6. Iniciação - Ary Sperling
7. O Bem e o Mal (Instrumental)
8. Morena - Maria Bethânia
9. O Sonho se Perdeu - Milton Guedes
10. Flor da Idade - Bebel Gilberto
11. Lamentos do Mar - Ary Sperling
12. Pescadores - Ary Sperling